# Adolf Fredrik Påhlman
Adolf Fredrik Påhlman, född 17 november 1743 på Ugglansryd i Ryssby socken, Kronobergs län, död 23 mars 1825 i Linköping, var en svensk militär.
Adolf Fredrik Påhlman var son till överstelöjtnant Carl Gustaf Påhlman och Christina Elisabet Renner. Han blev volontär vid Kronobergs regemente 1756, sergeant där 1760, livdrabant 1764 och var löjtnant i fransk tjänst vid Royal suédois 1772–1776. Påhlman blev löjtnant i armén 1768, löjtnant vid Kronobergs regemente 1772, stabskapten där 1773, kapten med kompani 1776 och major 1782. Han deltog i Gustav III:s ryska krig, var med vid anfallet mot Fredrikshamn 3 augusti 1788 och kommenderade Kronobergs regemente i striderna vid Anjala, Uttismalm och Värälä 1789 och blev överstelöjtnant vid regementet på slagfältet vid Uttismalm. Påhlman deltog även i slaget vid Liikala och under 2 1/2 månad under hösten 1789 bevakade han alla posteringar mellan Anjala och Värälä. I slaget vid Valkeala kommenderade han Kronobergs regemente och sårades av en skrotkula i foten, och förärades en värja av Gustav III för sina insatser. Trots att han var sårad kommenderade han samma år Kronobergs, Hälsinge och Bohusläns regementen, Elimä jägarbataljon, Nylands dragonregemente och svenska kosacker i attacken vid Nappa by. Han deltog även i slaget vid Keltis baracker och var därefter chef för en avdelning om 3 000 runt som omsatts att bevaka området runt Jaala. Påhlman blev överste i armén vid Värälä 1790 och överstelöjtnant vid Södermanlands regemente 1792. Han var överste och chef för Bohusläns regemente 1793–1796. Påhlman blev riddare av Svärdsorden 1772.